# هانتر (اکلاهما)
هانتر(به انگلیسی: Hunter) شهری در ایالت اکلاهما کشور ایالات متحده آمریکا است که جمعیت آن در سرشماری سال ۲۰۱۰ میلادی، ۱۶۵ نفر بوده‌است.